# Aspies
Aspies e. V. – Menschen im Autismusspektrum ist eine Selbsthilfeorganisation von Erwachsenen mit Asperger-Syndrom. Sie wird daher im Gegensatz zu den meisten anderen Vereinen und Organisationen im Bereich Autismus-Spektrum von Autisten geleitet. Der gemeinnützige Verein wurde im Jahr 2004 gegründet und ist damit der älteste sowie größte Selbsthilfeverein von Menschen mit Asperger-Syndrom in Deutschland.

## Ziele und Aktivitäten
Der Verein fordert Teilhabe für Menschen im Autismus-Spektrum in allen Bereichen der Gesellschaft und Mitspracherecht bei allen Angelegenheiten, die Autisten betreffen. Er leistet Aufklärungsarbeit, um Stigmata und Vorurteile gegenüber Autismus in der Öffentlichkeit abzubauen.
Um Austausch und Beisammensein zu ermöglichen, werden Veranstaltungen durchgeführt. So ist Aspies e. V. Veranstalter des deutschen Autismus-Tags, der meistens in zeitlicher Nähe zum Autistic Pride Day stattfindet. Der Verein unterstützt das Unternehmen Auticon beratend. Der Verein wirkt an der Gestaltung der S3-Leitlinie zu Autismus-Spektrum-Störungen mit und ist Mitglied von EUCAP, dem Zusammenschluss nationaler Interessenvertretungen autistischer Menschen in Europa.
Der Online-Auftritt bietet Betroffenen und Angehörigen ein Forum, Informationen, Hinweise auf Veranstaltungen und Aktionen sowie Adressen z. B. von Ärzten und Anwälten, die Erfahrungen mit Menschen mit Asperger-Syndrom haben. Das Forum hatte im Oktober 2015 mehr als 1500 Mitglieder und im Dezember 2023 mehr als 10000 Mitglieder. Aspies e. V. verwaltet zudem eine eigene Fachbibliothek mit rund 200 Monografien, die auch im Wege der Fernleihe bereitgestellt werden.
Der Verein ist im Vereinsregister des Amtsgerichts Berlin-Charlottenburg eingetragen, ist als gemeinnützig anerkannt, hat einen Vorstand aus fünf autistischen Personen und eine Geschäftsführung.

## Veröffentlichungen
- Aspies e. V. (Hrsg.): Risse im Universum., Weidler Buchverlag (=Reihe: Autismus, Bd. 20), Berlin 2010, ISBN 978-3-89693-274-7[12][13]